# رود کوراب
رود کوراب (به لاتین: Kurobe River) یک رود در ژاپن است که در استان تویاما واقع شده‌است.